# 東南アジア文学賞
東南アジア文学賞(英：The S.E.A. Write Awardもしくは、 Southeast Asian Writers Award)は、東南アジアで活躍する詩人、作家に毎年授与される、1979年に創設された文学賞。
この賞は、東南アジア諸国連合(ASEAN)に加盟する各国が国毎にそれぞれ選出した一名の作家に授与される。賞は作品に対して授与されることもあれば、生涯作品群に関して授与される場合もある。受賞作品のジャンルは、詩、短編、小説、演劇、民話伝承、学術論文、宗教書など多岐に渡る。

## 主な受賞者
- チャート・コープチッティ
- ウイン・リョウワーリン
- プラープダー・ユン
- ガームパン・ウェーチャチーワ
- ウティット・ヘーマムーン

- パル・ヴァンナリーレアク
- ナワラット・ポンパイブーン